# Mathews Motor Coach Corporation
Mathews Motor Coach Corporation, auch zu Matco Inc. verkürzt, war ein US-amerikanischer Hersteller von Automobilen.

## Unternehmensgeschichte
Das Unternehmen wurde am 21. September 1978 in Ventura in Kalifornien gegründet. Eine andere Quelle nennt davon abweichend das nahe gelegene Camarillo. Im gleichen Jahr begann die Produktion von Automobilen und später auch von Kit Cars. Andere Quellen geben den Produktionsstart mit 1974 an, allerdings widerspricht das dem Gründungsdatum. Der Markenname lautete Matco. 1986 endete die Produktion.

## Fahrzeuge
Ein Modell war der Diamante. Es war ein Fahrzeug im Stil der 1930er Jahre, ähnlich den Wagen von Excalibur und Clénet. Die vorderen Kotflügel waren lang auslaufend. Zur Wahl standen ein kürzerer Roadster mit Notsitz und ein längerer Phaeton mit Platz für vier Personen. Ein Fahrgestell von Cadillac bildete die Basis. Alternativ war ein eigenes Fahrgestell verfügbar, das Motoren von Buick, Cadillac und Chevrolet aufnehmen konnte. Hiervon entstanden 13 Fahrzeuge.
Der California High Boy war ein Hot Rod, der einem Ford von 1932 ähnelte. Verschiedene V6- und V8-Motoren von Chevrolet und Ford trieben die Fahrzeuge an.
Eine Quelle nennt die Nachbildung eines Cord L-29 mit Teilen von Cadillac.